# Jorge Rafael Videla
Jorge Rafael Videla Redondo, argentinski general, * 2. avgust 1925, † 17. maj 2013.
Videla Redondo je bil vrhovni poveljnik Argentinske kopenske vojske (1975–1976) in predsednik Argentine (1976–1981).